# Ipplepen
Ipplepen – wieś i civil parish w Anglii, w Devon, w dystrykcie Teignbridge. W 2011 civil parish liczyła 2469 mieszkańców. Ipplepen jest wspomniana w Domesday Book (1086) jako Iplepene/Iplepena.